# Russels horsmakreel
Russels horsmakreel (Decapterus russelli) is een straalvinnige vis uit de familie van horsmakrelen (Carangidae) en behoort tot de orde van baarsachtigen (Perciformes). De volwassen vis is gemiddeld 30 cm en kan maximaal 45 cm lang en 110 gram zwaar worden. De vis heeft twee rugvinnen met in totaal 8 stekels en 28-31 vinstralen en een aarsvin met drie stekels en 25-28 vinstralen.

## Leefomgeving
Deze horsmakreel is een zoutwatervis. De vis prefereert een tropisch klimaat en heeft zich verspreid over de Grote en Indische Oceaan. De diepteverspreiding is 40 tot 275 m onder het wateroppervlak.

## Belang voor de mens
Russels horsmakreel is voor de beroepsvisserij van groot belang, maar veel minder interessant voor de zeehengelsport.